# اوشاغاندی (استان قراغندی)
اوشاغاندی (انگلیسی: Oshagandy) یک شهرک در استان قراغندی کشور قزاقستان است.